# شهرک عزیز بهتی
شهرک عزیز بهتی (به انگلیسی: Aziz Bhatti Town) یک منطقهٔ مسکونی در پاکستان است که در منطقه پنجاب واقع شده‌است.